# Ấn hiệu
Trong công nghiệp xuất bản, một ấn hiệu có thể mang nhiều nghĩa:
- Một dải thông tin thư mục về ấn phẩm, nó nêu rõ tên và địa chỉ của nhà xuất bản ấn phẩm và ngày xuất bản như đã được cung cấp ở dưới cùng hay verso (mặt sau) của trang tựa.[1]
- Nó có thể là một tên thương hiệu mà ấn phẩm được xuất bản dưới tên đó.[cần dẫn nguồn] Một nhà xuất bản đơn lẻ có thể có nhiều ấn hiệu; những ấn hiệu khác nhau được nhà xuất bản sử dụng để tiếp thị tác phẩm cho những đối tượng tiêu dùng đã phân khúc.[2][3]
- Nó cũng có thể ngụ ý về một sự phân biệt rõ ràng hơn giữa các phiên bản của ấn phẩm thay vì dùng từ "ấn bản".[cần dẫn nguồn] Từ này được dùng để phân biệt, ví dụ như giữa những bản in khác nhau, hoặc in chạy của các ấn bản giống nhau, hoặc để phân biệt các phiên bản tương tự được ấn hành bởi một nhà xuất bản hay máy in khác nhau. Với việc phát minh ra hệ thống nhận dạng "ISBN", được đánh dấu cho văn bản trước khi in ra, một ấn hiệu khác có hiệu quả là giúp hình dung ra một văn bản có ISBN khác—nếu nó đã được đánh dấu từ trước.

## Ví dụ về ấn hiệu/thương hiệu xuất bản
Dưới đây là một vài ví dụ về những ấn hiệu (trong ý nghĩa là một tên thương hiệu), được sắp xếp theo thứ tự chữ cái trong tên của công ty xuất bản. Nó cho thấy sự đa dạng của ấn hiệu và chúng được sử dụng rộng rãi như thế nào trong công nghiệp xuất bản. Danh sách này chỉ nhằm mục đích ví dụ, không phải là một danh sách đầy đủ, vì vậy nó chỉ trình bày một ít ấn hiệu của nhà xuất bản được nêu tên ngẫu nhiên. 
| - Airiti - Airiti Press - Beckett Publications - Beckett Comics - Dagitab Publishing - Dagitab Klasiko - Dark Horse Comics - DH Press - Devil's Due Publishing - Chaos! Comics - DC Comics - All Star - CMX - Helix - Homage Comics - Humanoids Publishing - Milestone Media - Minx - Paradox Press - Piranha Press - Tangent - Vertigo - Wildstorm - Dorrance Publishing - Red Lead Press - Doubleday - Book League of America - Elsevier - a.o.: - Academic Press - Baillière Tindall - Butterworth-Heinemann - Churchill Livingstone - Mosby - Saunders - Hachette Book Group USA - Twelve - HarperCollins - Amistad - Avon Books - Caedmon - Collins (Eos) - Ecco - Fourth Estate - Friday Project - Harper - HarperBusiness - HarperLuxe - Harper Paperbacks - Harper Perennial - HarperOne - HarperWave - ItBooks - Rayo - William Morrow - Zondervan - Horizon Scientific Press - Caister Academic Press - Horizon Bioscience | - Hyperion - ABC Daytime Press - ESPN Books - Miramax Books - Hình Comics - Top Cow Productions - Infobase Publishing - Chelsea House - Inner Traditions – Bear & Company - Inner Traditions - Bear & Company - Healing Arts Press - Destiny Books - Park Street Press - Bear Cub Books - Llewellyn Worldwide - Midnight Ink - Flux - Macmillan Publishers - Bedford - Farrar, Straus & Giroux - Pan Books - St. Martins Press - Tor Books - Forge - Orb - Marvel Comics - Epic - Shadowline - Icon - Marvel 2099 - Marvel Knights - Marvel Next - Ultimate Marvel - MAX - MC2 - New Universe - Star Comics - Pearson PLC - Pearson Education - Addison-Wesley - Financial Times Group - Penguin Group - Penguin Books - Allen Lane - The Complete Idiot's Guide - Dorling Kindersley - BradyGames - E.P. Dutton - Ladybird Books (độc lập) - Michael Joseph - Penguin Classics - Penguin Special (ngưng hoạt động) - Peregrine Books (ngưng hoạt động) - Puffin Books (văn học thiếu nhi) - Viking Press | - Random House - Ballantine Books - Del Rey Books - Del Rey Manga - Bantam - Skylark - Spectra - Chatto and Windus - Doubleday - Hutchinson - Alfred A. Knopf - Vintage Books - Vintage Classics - Anchor Books - Clarkson Potter - Red Hen Press - Arktoi Books - Boreal Books - Scholastic Press - Graphix - Arthur A. Levine Books - Shogakukan - Flower Comics - Simon & Schuster - Pocket Books - Scribner - The Free Press - Simon Pulse - St. Martin's Press - St. Martin's Griffin - St. Martin's Minotaur - Picador USA - Thomas Dunne Books - Truman Talley Books - State University of New York Press - Excelsior Editions - Taylor & Francis - BIOS Scientific Publishers - Tokyopop - Manga Novels - Wharton School - Wharton School Publishing - Workman Publishing - Algonquin Books - Black Dog & Leventhal - Storey Publishing - Timber Press - HighBridge Audio |